# Velehrad
Velehrad (en allemand : Welehrad) est une commune du district d'Uherské Hradiště, dans la région de Zlín, en République tchèque. Sa population s'élevait à 1 170 habitants en 2020.

## Géographie
Velehrad se trouve à 9 km au nord-ouest d'Uherské Hradiště, à 24 km au sud-ouest de Zlín, à 59 km à l'est-sud-est de Brno et à 249 km au sud-est de Prague.
La commune est limitée par Jankovice, Jalubí et Modrá à l'est, par Zlechov au sud, par Tupesy et Břestek à l'ouest, et par Salaš au nord-ouest et au nord.

## Histoire
En 1205, le margrave Vladislav Heinrich fonda le premier monastère cistercien de Moravie sur la rive droite de la Salaška. Le monastère de Welgrad fut nommé d'après l'ancien centre de la Grande Moravie, Weligrad. Le monastère fut achevé après 1240. Autour du monastère surgirent des bâtiments agricoles qui formèrent le village de Velehrad. En 1421, les hussites incendièrent le monastère.

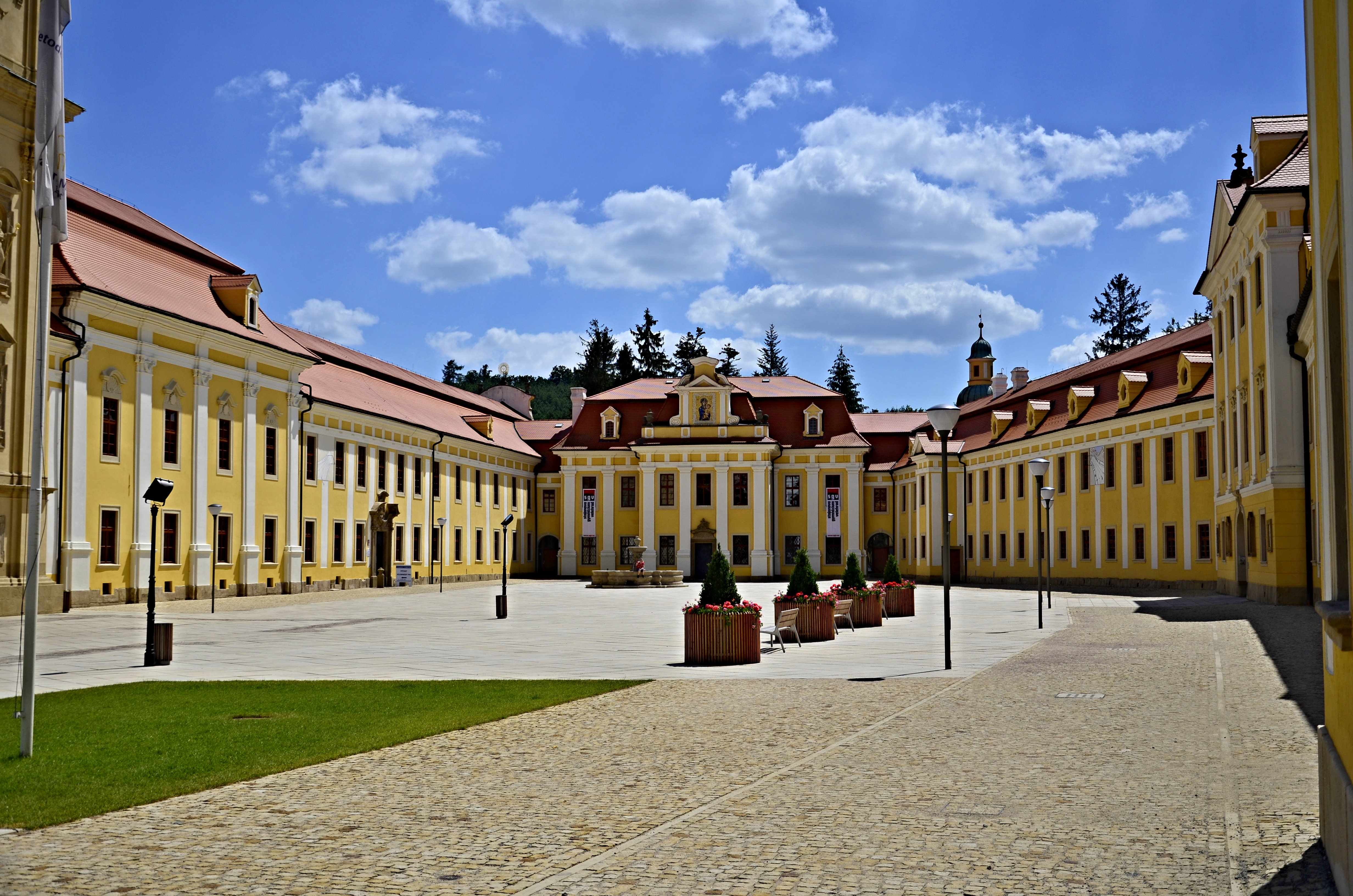
Monastère cistercien de Velehrad.

## Personnalités
- Franciszek Rychnowski (1850-1929), un ingénieur et inventeur polonais né à Velehrad.
- Ludvík Cupal (1915-1943), militaire tchécoslovaque y est mort